# OrtoLääkärit Open 2011
L'OrtoLääkärit Open 2011 è stato un torneo professionistico di tennis femminile giocato sul cemento. È stata la 4ª edizione del torneo, che fa parte dell'ITF Women's Circuit nell'ambito dell'ITF Women's Circuit 2011. Si è giocato a Helsinki in Finlandia dal 21 al 27 novembre 2011.

## Partecipanti

### Teste di serie
| Nazionalità | Giocatrice         | Ranking* | Testa di serie |
| ----------- | ------------------ | -------- | -------------- |
| Estonia     | Kaia Kanepi        | 34       | 1              |
| Ungheria    | Tímea Babos        | 154      | 2              |
| Romania     | Mihaela Buzărnescu | 156      | 3              |
| Israele     | Julia Glushko      | 186      | 4              |
| Turchia     | Çağla Büyükakçay   | 202      | 5              |
| Slovacchia  | Jana Čepelová      | 220      | 6              |
| Germania    | Annika Beck        | 235      | 7              |
| Lituania    | Lina Stančiūtė     | 237      | 8              |

- Ranking al 14 novembre 2011.

### Altre partecipanti
Giocatrici che hanno ricevuto una wild card:
- Anett Kontaveit
- Leia Kaukonen
- Emma Laine
- Piia Suomalainen

Giocatrici che sono passate dalle qualificazioni:
- Alexandra Artamonova
- Natela Dzalamidze
- Dar'ja Gavrilova
- Nicola George
- Dinah Pfizenmaier
- Anastasіja Vasyl'jeva
- Polina Vinogradova
- Nina Zander
- Silvia Njirić (lucky loser)

## Campionesse

### Singolare
Tímea Babos ha battuto in finale  Jana Čepelová con il punteggio di 6–3, 6–1

### Doppio
Janette Husárová /  Emma Laine hanno battuto in finale  Tímea Babos /  Iryna Burjačok con il punteggio di 5–7, 7–5, [11–9]